# 小行星3842
小行星3842（英語：3842 Harlansmith）是一颗围绕太阳公转的小行星。1985年3月21日，愛德華·鮑威爾在可可尼诺县发现了此天体。
这颗小行星的绝对星等为112.52158等。